# Dreamland (museus de cera)
Dreamland é o nome dos museus de cera do Dreams Entertainment Group, com unidades físicas instaladas nas cidades brasileiras de Gramado e Foz do Iguaçu, ambas na região sul do país. Em determinadas épocas do ano, são realizadas exposições de museu itinerante, reunindo 50 esculturas, em vários shoppings do país. 
A unidade de Gramado foi inaugurada no fim de 2009, como o primeiro museu de cera da América Latina voltado ao entretenimento. Começou com apenas 36 estátuas, que foram arrematadas em leilão no Madame Tussauds, e atualmente possui um acervo formado por mais de cem peças .  Em Foz do Iguaçu, o museu estreou no ano de 2013 como parte do complexo turístico Park Show, que inclui outras atrações, como o Vale dos Dinossauros.
Hoje, esse complexo é um dos principais do país. Suas peças em tamanho real, de personagens conhecidas mundialmente, vão desde Barack Obama, Michael Jackson, Amy Winehouse e Papa Francisco até a personagens de grande sucesso do cinema, como Homem de Ferro, Mestre Yoda e Jack Sparrow e, mais recentemente, a ex-presidente do Brasil Dilma Rousself se tornou uma das esculturas do espaço.  
Os bonecos são produzidos em ateliês no exterior, como na Inglaterra e na França, e podem ser finalizados em Gramado. As esculturas chegam a custar, em média, de R$ 150 mil a R$ 200 mil e levam cerca de oito meses para serem construídas, enquanto sua preservação é em torno de 10 a 15 anos.  Além das peças realistas, a área também conta com cenários que reconstroem ambientes completos.

## Dreamland Foz do Iguaçu
Em Foz do Iguaçu, o museu estreou em junho de 2014 como parte do complexo turístico Park Show, que inclui outras atrações, como o Vale dos Dinossauros, Maravilhas do Mundo e o Dreams Ice Bar. 

## Dreamland Gramado
O museu de cera de Gramado era um desejo antigo de seus proprietários, Grupo Dreams de entretenimento, e chama a atenção por ser o primeiro museu deste segmento no Brasil e América Latina. Estátuas de celebridades, sejam elas famosas na área do entretenimento ou não, são as grandes atrações do local desde sua inauguração.
As estátuas do Dreamland estão organizadas em uma área de mais de vinte mil metros quadrados e separadas em vinte cenários diferentes. O museu conta com mais de 100 bonecos, que impressionam os visitantes por seus detalhes e tamanha semelhança com um humano.
Além das estátuas, a área foi desenvolvida especialmente para reconstruir cenários completos, que marcaram o cinema ou que são mundialmente conhecidos. Para melhor conservação das obras, o ambiente é equipado com um sistema de ar condicionado central e é proibido tocar nas estátuas, mesmo que o intuito do lugar seja tirar fotos divertidas com as mesmas.